# Венера-15
«Вене́ра-15» — радянська автоматична міжпланетна станція (АМС), запущена для дослідження планети Венера. Старт АМС «Венера-15» відбувся 2 червня 1983 року в 02:38:39 UTC (06:38:39 київським часом) з космодрому Байконур, за допомогою ракети-носія «Протон».

## Мета запуску
Мета запуску — радіолокаційне картографування поверхні планети Венери. Дослідити із космосу поверхню планети Венери можливо тільки за допомогою радіолокатора, бо Венера постійно оповита щільними хмарами. Приполярна область Венери, картографуванням якої займалася «Венера-15», до її польоту була «білою плямою», оскільки вона, на відмінність від південніших районів, недосяжна і для радіолокації із Землі, а також не була охоплена дослідженнями із штучного супутника Венери "Піонер-Венера-1. Крім цього, частина поверхні планети Венера, а саме, від 30 градусів до 75 градусів півн.ш., відзнята АМС «Піонер-Венера-1» з роздільною здатністю 200 км по горизонталі і роздільною здатністю 200 м за висотою.

## Опис апарата
АМС «Венера-15» була циліндром заввишки 5 метрів і діаметром 0,6 метра. На одному кінці циліндра були укріплені дві антени, призначені для радіолокаційного зондування поверхні планети Венера: антена Радіолокації радіолокатора бічного огляду з синтезованою апертурою, дзеркало якого було параболічним циліндром, мала довжину 6 метрів і ширину 1,4 метра, і інша — антена радіовисотоміра з параболічним дзеркалом діаметром 1 м для вимірювання висоти над поверхнею планети Венера і її відбивних властивостей.
Складена і накрита захисним екраном під час міжпланетного перельоту, на підльоті до Венери антена радіолокатора скинула екран і розкрилася. Антена радіовисотоміра була закріплена нерухомо на корпусі корабля. Під час звичайних сеансів сканування поверхні Венери, вона була спрямована вертикально вниз. Антена радіолокатора, в процесі сканування, відхилялася від осі корабля на 10°.
Ця система радіолокаційного зондування була розроблена Московським енергетичним інститутом. На іншому кінці АМС були паливні баки, двигуни і відсік з приладами. Дві прямокутні сонячні батареї розташовувалися з двох боків АМС і були розкриті у вигляді крил. Для зв'язку із Землею, на АМС була встановлена рухлива тарілка радіоантени з параболічним дзеркалом (діаметр 2,6 метри). Швидкість передачі інформації не залежала від відстані до станцій і становила 100 Кбіт/с, а за добу оператори на Землі приймали 100 Мбіт даних.
На АМС були також встановлені: інфрачервоний фур'є-спектрометр, детектор космічних променів (6 сенсорів), детектори сонячної плазми. Маса АМС склала 5250 кг
Через п'ять діб після старту міжпланетної станції «Венера-15», була запущена також АМС «Венера-16», яка мала таке саме устаткування і ті ж завдання, що і «Венера-15». Обидві міжпланетні станції («Венера-15» і «Венера-16») були модифікацією попередніх АМС «Венера-13» і «Венера-14». Замість апаратів приземлення, на «Венере-15» і «Венері-16» було встановлено радіолокація устаткування для обстеження рельєфу поверхні планети Венера.
Для прийому інформації від станцій «Венера-15» і «Венера-16» використовувалися дві найбільші на той час в СРСР антени — антена РТ-70 в Євпаторійському центрі дальнього космічного зв'язку з діаметром головного дзеркала 70 метрів і антена РТ-64 в Медвежих Озерах під Москвою з діаметром головного дзеркала 64 метри.

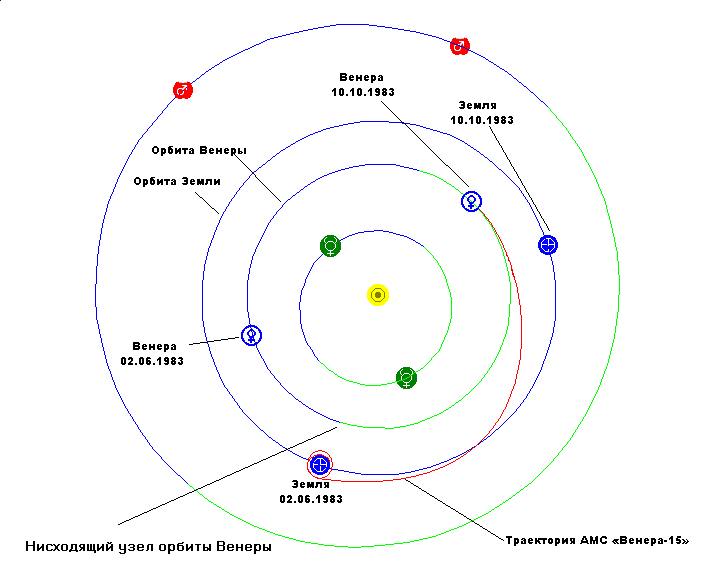
Приблизна траєкторія перельоту до Венери АМС «Венера-15».

Переліт до Венери здійснювався з проміжної орбіти штучного супутника Землі. Мабуть, траєкторія перельоту була близька до гомановської, оскільки тривалість польоту до Венери по гомановській траєкторії становить 146 діб, і саме червень 1983 року був сприятливим часом для перельоту по такій траєкторії. 10 червня і 1 жовтня 1983 року були проведені корекції орбіти станції. На шляху польоту до «ранкової зірки» «Венера-15» проводилися дослідження космічних променів від Сонця і галактик.

## Дослідження Венери

### Вихід на орбіту ШСВ
Переліт до Венери здійснювався з проміжної орбіти штучного супутника Землі. Мабуть, траєкторія перельоту була близька до гомановської. 10 жовтня «Венера-15» досягла околиць планети Венера і перейшла на орбіту з періодом звернення 23 години 26 хвилин 50 секунд, кеплеровими елементами: велика піввісь — 38848 км, ексцентриситет — 0,82098, нахил — 87° 32', {\displaystyle \omega \,} — 117° 53', {\displaystyle \Omega \,} — 35° 27'.
Перший сеанс радіозондування Венери був проведений «Венерой-15» 16 жовтня, і в 6:22 (київського часу) цього дня сигнал, що включав, зокрема, картинку із зображенням радіолокації поверхні Венери почав прийматися станцією у Ведмедячих Озерах. Знята смуга охоплювала 100 км по ширині і 7000 км по довжині, проходила в 4 градусах повз полюс від широти 80 градусів за полюсом до 30 градусів перед полюсом. Після корекцій 17 жовтня і 2 листопада «Венера-15» вийшла на нову полярну орбіту навколо планети Венера.
Параметри орбіти склали: мінімальне віддалення ~ 1000 км над точкою, що знаходиться на 62° північних широти, максимальне віддалення ~ 66000 км, нахил орбіти ~ 92,5°, період звернення ~ 24 години. «Венера-16» була виведена на орбіту навколо планети Венера 14 жовтня. Орбіта «Венери-16» була зміщена відносно орбіти «Венери-15» на 4°.

### Радіолокаційне фотографування і висотне профілювання
Дві станції, «Венера-15» і «Венера-16», працювали спільно більше восьми місяців. Довжина хвилі, на якій здійснювалася радіолокація, розробниками станції була вибрана рівною 8 см з міркувань близького до мінімального послаблення сигналу атмосферою Венери (2,2 децибел). Щодобовий сеанс знімання зазвичай тривав 16 хвилин — в період максимального наближення станції до поверхні планети Венера.
Радіолокатор впродовж цього часу, у міру руху станції, сканував смугу завширшки 120 км і завдовжки 7500 км, що починалася на 80 градусах півн.ш. за полюсом, проходила поблизу полюса і уздовж меридіана що йшла до 30 градусів півн.ш. перед полюсом. Оскільки за добу Венера оберталася на певний кут, наступна смуга теж оберталася і область, що знімалася, була вже відмінною від попередньої. При одночасній роботі радіовисотоміра радіолокатор сканував смугу справа по руху станції, полюс же знаходився ліворуч.
Для того, щоб зняти область, безпосередньо прилеглу до полюса, кожні десять днів проводився особливий сеанс, під час якого станція оберталася на двадцять градусів за годинниковою стрілкою навколо осі, паралельної руху і таким чином антена радіолокатора переходила на лівий бік за рухом станції, радіовисотомір же при цьому відхилявся від вертикалі на 20 градусів і вимір висот не проводився.
За час повного оберту Венери навколо своєї осі, з 11 листопада 1983 по 10 липня 1984 років АМС «Венера-15» і АМС «Венера-16» отримали зображення радіолокації поверхні планети Венера в області від північного полюса до, приблизно, 30° північної широти, тобто, приблизно, 30 % поверхні Венери.

### Інфрачервона спектрометрія
Для отримання інформації про теплове випромінювання планети Венера на станції був встановлений інфрачервоний фур'є-спектрометр, виготовлений в НДР. Він був основним засобом вимірювання в експерименті за програмою «Інтеркосмос», що проводиться ученими СРСР і НДР. Модель інфрачервоного фур'є-спектрометра була вдосконаленою версією пристроїв, що застосовувалися на радянських ШСЗ серії «Метеор».
Значною його перевагою над попередніми моделями була здатність проводити зворотне перетворення Фур'є інтерферограми прямо на борту АМС і передавати на Землю, за бажанням операторів, або необроблені інтерферограми, або готові спектри, або і те, і інше. За допомогою цього приладу з орбіти ШСВ станції «Венера-15» і «Венера-16» в 1983 році отримали 1500 спектрів інфрачервоного випромінювання, кожен — в діапазоні довжин хвиль від 6 до 40 мкм. Досліджений пояс широт — від 66 градусів півд.ш. до 87 градусів півн.ш. Зазвичай уздовж кожної траси, яка проходила в меридіональному напрямі поблизу полюса з нічного боку Венери на денний, станцією реєструвалося 50-60 інфрачервоних спектрів.

### Обробка інформації і складання карт
Сигнал, що поступав з АМС проходив обробку за допомогою ЕОМ СМ, — 4 і спеціально розробленої апаратури, що включала такі елементи, як процесор, що виконував перетворення Фур'є, в Інституті радіотехніки і електроніки АН СРСР (ІРЕ), де по ньому будувалися профілі висот поверхні і її зображення радіолокацій. Дані ІРЕ оброблялися в Інституті геохімії і аналітичної хімії ім. В. І. Вернадського АН СРСР і в ЦНДІГАіК.
Параметри орбіти, необхідні при обробці картографічної інформації, уточнювалися Інститутом прикладної математики АН СРСР. Система координат точок на поверхні Венери, що використалася станцією, відповідала затвердженій МАС в 1982 році. За допомогою нескладних перетворень — множення на одну матрицю розміром 3×3, вона може бути приведена до системи, прийнятою МАС в 1985 році і що використалася, зокрема, КА «Магеллан». Для нагляднішого представлення висот вони відлічувалися від сфери радіусом 6051 км, який за даними на той час дорівнював середньому радіусу Венери.
Дані вимірів радіолокатора і радіовисотоміра служили основою при створенні карт Венери, для кожної з 27 частин дослідженої області була складена фотографічна і гіпсометрична карти. Ця робота була завершена Інститутом в 1987 році. Розширення зображень радіолокацій становив 1-2 км, і тому для фотографічних карт використовувався масштаб 1:5000000. Для фрагментів карт, що охоплюють широти до 80 градусів півн.ш. використовувалася нормальна рівнокутна конічна проєкція Ламберта — Гауса, а для широт від 80 до 90 градусів півн.ш. — стереографічна проєкція.
Для складання гіпсометричних карт використовувалися дані радіовисотоміра, отримані по трасах дотримання станцій, точність кожного виміру висоти становила 30 метрів. Значення висоти між трасами виходили інтерполяцією по методу зворотних зважених відстаней. На основі цих карт вийшов перший атлас рельєфу Венери
У 1989році за «створення перших детальних карт поверхні Венери цифровими методами і аналіз на їх основі геології Венери» А. Т. Базилевському, Г. А. Бурбе, С. Ф. Загородньому, А. І. Захарову, С. П. Ігнатову, А. А. Кримову, М. В. Островському, А. А. Проніну, А. Л. Суханову, А. Г. Тучіну, Ю. С. Тюфліну і Б. Я. Фельдману була присуджена Державна премія СРСР. Картографування Венери було пізніше продовжено аналогічними методами за допомогою американського космічного апарата «Магеллан».
По спектрах інфрачервоного випромінювання, отриманих з допомогою фур'є-спектрометрів станцій «Венера-15» і «Венера-16» було складено 1500 профілів температури атмосфери Венери в діапазоні висот від 60 до 90 км над різними точками її поверхні, визначений вміст різних газоподібних речовин, щільність хмар і висота їх верхньої кромки. Встановлено, що чим ближче до полюса, тим щільніше хмари і тим нижче їх верхня межа. У полюса виявлені дві «гарячі плями», де висота верхньої кромки хмар на 10 км нижча, ніж на екваторі, а потік теплового випромінювання досягає максимальних значень для усієї венеріанської атмосфери.

### Нові імена на карті Венери
«Венера-15» і «Венера-16» виявили два нові типи структур рельєфу, які стали називати родовими термінами «вінець» (кільцеві структури розміром від 150 до 600 км) і «тессера» (структури з хребтів, що чергуються, і долин, на знімках що нагадують паркет). Відкритим в результаті роботи станцій «Венера-15» і «Венера-16» деталям поверхні Венери Міжнародний астрономічний союз, відповідно до звичайної в таких випадках процедури, присвоїв назви.
Вони вибиралися із спеціального картографічного банку імен, який, зокрема, включав додані за пропозицією Інституту етнографії і схвалені номенклатурною комісією при Астрономічній Раді АН СРСР імена героїнь епічних творів народів СРСР. Імена для відкритих АМС «Венера-15» і «Венера-16» деталей рельєфу були затверджені XIX Асамблеєю МАС в Нью-Делі (1985) рік і XXI Асамблеєю МАС в Буенос-Айресі 1991 рік.
Так багато з вказаних імен з'явилися на картах приполярної області Венери.